# سایهو-جی (کیوتو)
سایهو-جی (به ژاپنی: 西芳寺 Saihō-ji) یک  پرستشگاه فرقه رینزای، ذن است که در کیوتو، ژاپن واقع شده‌است.